# Francesco Cennini de' Salamandri
Francesco Cennini de' Salamandri (né le 21 novembre 1566 à Sarteano, dans l'actuelle province de Sienne en Toscane, alors dans le Grand-duché de Toscane, et mort le 2 octobre 1645 à Rome) est un cardinal italien du XVIIe siècle. 
Il est un relatif des cardinaux Girolamo Bernerio (1586), Scipione Cobelluzzi (1616) et Desiderio Scaglia (1621).

## Biographie
Francesco Cennini de' Salamandri exerce diverses fonctions au sein de la Curie romaine, notamment comme avocat. Il est nommé évêque d'Amelia (de) en 1612 et est chargé des finances du pape et de son neveu, le cardinal Scipione Caffarelli-Borghese. Il est gouverneur de Rome pendant 8 ans et nonce apostolique en Espagne. Il est promu patriarche latin de Jérusalem en 1618.
Le pape Paul V le crée cardinal lors du consistoire du 11 janvier 1621. 
Le cardinal Cennini est transféré au diocèse de Faenza en 1623 et est nommé légat apostolique à Ferrare. Il renonce au gouvernement de son diocèse et devient préfet de la Congrégation du Concile de 1644 jusqu'à sa mort et vice-doyen du Collège des cardinaux. Il est également préfet de la Congrégation des eaux à partir de mars 1645.
Il ne participe pas au conclave de 1621, lors duquel le pape Grégoire XV est élu, mais participe à celui de 1623 (élection d'Urbain III) et à celui de 1644 (élection d'Innocent X).
Il meurt à Rome le 2 octobre 1645 à l'âge de 78 ans.